# Globalfoundries

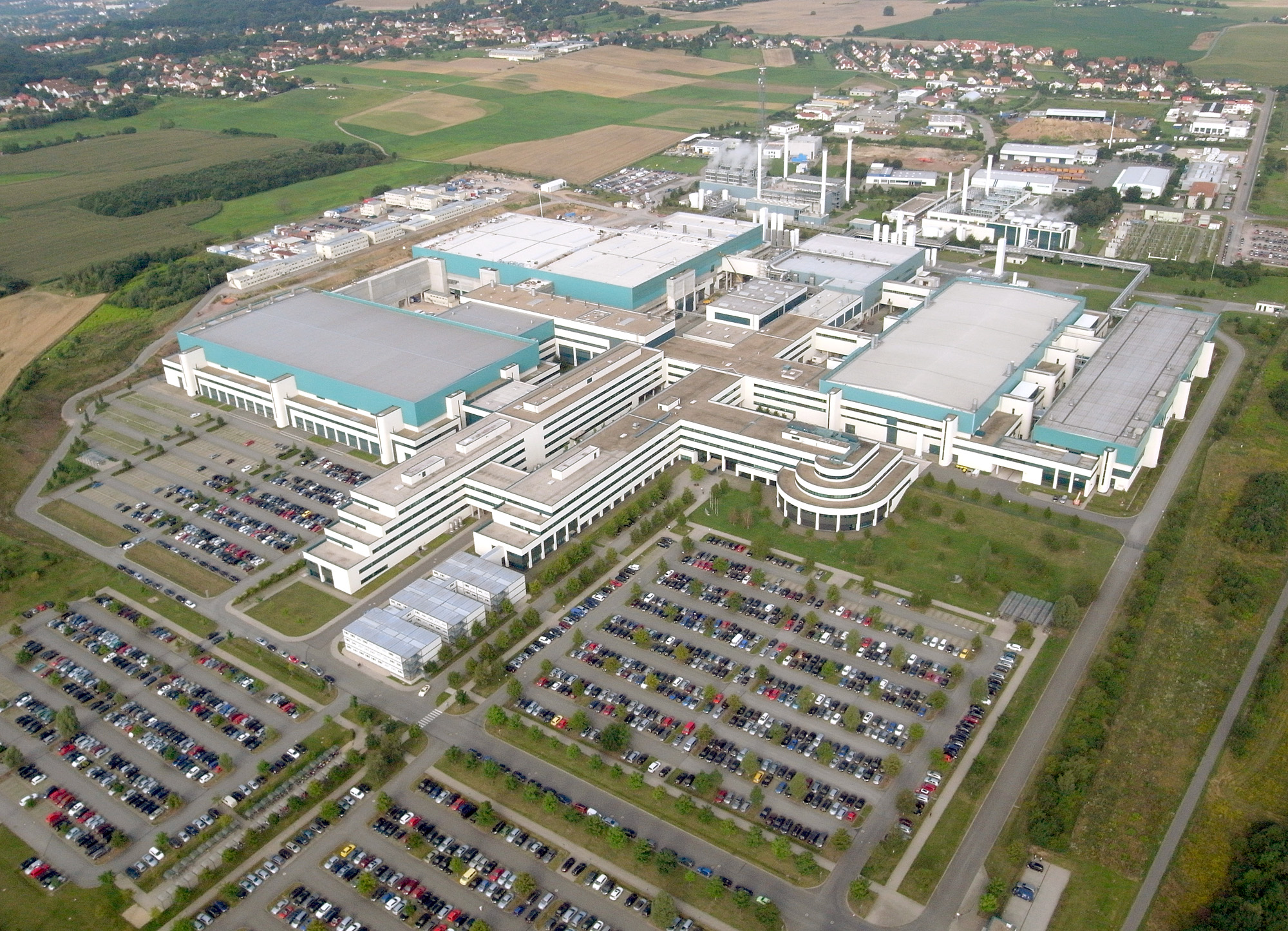
Globalfoundries-Chipfabrik (Fab 1) in Dresden

GlobalFoundries Inc., verkürzt GF, ist ein US-amerikanischer Halbleiterhersteller, der ausschließlich Auftragsfertigung betreibt, eine sogenannte Foundry. Das Unternehmen wurde im März 2009 als Ausgründung der Halbleiterfertigung von AMD gegründet. Die Aktie ist an der NASDAQ mit dem Kürzel GFS notiert, der mehrheitliche Anteilseigner ist die Advanced Technology Investment Company (ATIC) des Emirates von Abu Dhabi.
Das Unternehmen betreibt Fabs – eine in der Halbleiterindustrie häufig verwendete Abkürzung für fabrication plant (englisch für „Fabrikationsstätte“) – auf drei Kontinenten in Dresden, Singapur sowie an den Standorten Malta, Saratoga County (New York) und Burlington (Vermont) in den USA. Nachdem Globalfoundries zu Beginn ausschließlich für AMD gefertigt hatte, wurden 2013 mehr als 150 verschiedene Kunden beliefert.

## Geschichte
Im Oktober 2008 gaben AMD und ATIC die Gründung dieses neuen Halbleiterfertigungsunternehmens bekannt. Das neu gegründete Unternehmen Globalfoundries übernahm die AMD-Fabrikationsstätten in Dresden: die Fab 38 (ehemals Fab 30) der AMD Saxony und die Fab 36. Beide Fertigungsstätten wurden in einer Rechtseinheit zusammengefasst und bilden seitdem die Fab1 von Globalfoundries.
Schon am 24. Juli 2009 nur 9 Monate später folgte der erste Spatenstich einer neuen Fabrikationsstätte auf dem Luther Forest Technology Campus in Malta, Saratoga County (New York).
Im November 2009 kündigte Globalfoundries den im September eingereichten Rücktritt von Héctor Ruiz sowie seine Beurlaubung als Chairman an. Ruiz wird beschuldigt, in eine Affäre um Insider-Geschäfte („Galleon-Skandal“) verwickelt zu sein.
Am 19. Januar 2010 meldeten Globalfoundries und Toppan Photomasks die Gründung eines Gemeinschaftsunternehmens zum Weiterbetrieb des 2002 gegründeten Advanced Mask Technology Centers (AMTC) in Dresden. Das Maskenhaus sollte Globalfoundries sowie weitere europäische Kunden von Toppan beliefern. Das AMTC war ursprünglich ein Gemeinschaftsunternehmen von AMD, Qimonda und Toppan Photomasks und hatte 2003 den Betrieb aufgenommen.
Nur wenige Tage zuvor, am 13. Januar 2010, gab Globalfoundries die Eingliederung von Chartered Semiconductor Manufacturing in das Unternehmen bekannt. Mit der Eingliederung der 6 Singapur-Fabs (2, 3, 3e, 5, 6 und 7) änderte sich auch die Bezeichnung des noch im Bau befindlichen Chipwerkes in Malta, das von nun an nicht mehr unter dem Namen Fab 2 (vormals Fab 4x), sondern Fab 8 geführt wird.
Darauf folgten in 2010 und 2011 weitere Investitionen. Die Fertigungskapazitäten für Produkte in 45-nm-, 40-nm- und 28-nm-Technologie am Standort Dresden wurden durch den Ausbau bzw. Bau eines dritten Reinraumgebäudes mit einer Fläche von rund 10.000 m² auf 80.000 Waferstarts (sowohl Standardsilizium- als auch Silicon-on-Insulator-Wafer) pro Monat erweitert. Gleichzeitig wurde eine Vergrößerung der Reinraumfläche in Fab 8 um 8000 m² bekanntgegeben, mit der die Gesamtkapazität der seit 2012 produzierenden Fertigungsstätte auf 60.000 Waferstarts pro Monat stieg.
Die Europäische Kommission hat am 13. Juli 2011 deutsche Investitionsbeihilfen für Globalfoundries genehmigt. Mit dem Regionalbeihilfepaket in Höhe von 219 Mio. EUR sollte nach Unternehmensangaben bis 2013 das größte Halbleiterwerk Europas entstehen. Grundlage der Förderung war nach Angaben der EU-Kommission, dass Dresden nach Artikel 107 Absatz 3 Buchstabe a AEUV für die Förderung durch Regionalbeihilfen in Betracht komme, da der Lebensstandard in dem Gebiet außergewöhnlich niedrig sei und eine erhebliche Unterbeschäftigung herrsche.
Im März 2012 zog sich AMD als Anteilseigner komplett zurück, seitdem liegen alle Anteile bei ATIC.
Im Dezember 2013 gab Globalfoundries bekannt, am Standort Dresden 185 Stellen zu streichen, hauptsächlich in der Forschung und Entwicklung. Gleichzeitig sollen 130 neue Stellen in der Produktion geschaffen werden. Produktivität und Profitabilität sollen damit gesteigert werden.
2014 wurde bekannt gegeben, dass Globalfoundries die Halbleiterfertigung von IBM mit den Fabs in East Fishkill und Essex Junction übernimmt. Die Übernahme wurde am 1. Juli 2015 vollzogen, nachdem die zuständigen Kartellbehörden ihre Zustimmung gegeben hatten.
Im Oktober 2015 kündigte Globalfoundries an, am Standort Dresden 700 bis 800 von insgesamt 3700 Arbeitsplätzen zu streichen und die insgesamt 350 Leiharbeiter nicht weiter zu beschäftigen. 2023 hatte das Werk wieder 3200 Beschäftigte.
Da während der Entwicklung eines eigenen 14-nm-FinFET-Prozesses (14-XM, in Fab 8) klar wurde, dass dieser nicht konkurrenzfähig sein würde, wurde er fallengelassen. Stattdessen wurden die Prozesse 14LPE und 14LPP von Samsung lizenziert und unter anderem für die Produktion von AMD-Prozessoren eingesetzt.
Trotz dieses Rückschlags plante das Unternehmen weiterhin gleichauf mit Technologieführern wie Intel und TSMC zu sein. Noch 2016 verkündigte das Unternehmen die 10-nm-Stufe zu überspringen und sich auf die Entwicklung eines 7-nm-FinFET- (Fab 8, 2018) und eines 12-nm-FDSOI-Prozesses (Fab 1, 2019) zu konzentrieren.
Diese konnten jedoch (bislang) nicht zur Marktreife gebracht werden und zwei Jahre später, im August 2018, gab Globalfoundries bekannt, seine Entwicklung und Produktionspläne für die 7-nm-FinFET-Technologie (vorerst) zu stoppen. Die Entscheidung stand unter anderem mit der Neuausrichtung des Unternehmens unter Tom Caulfield (CEO seit Frühjahr 2018) hin zur Konzentration auf bestehende Halbleitertechnolgien und deren Erweiterung für „More than Moore“, das heißt speziellen Bauteilen wie Mittelspannungstransistoren oder nichtflüchtigem Speicher. Der Rückzug wurde aber auch mit zu hohen Kosten bei der Entwicklung der Technologie und den geringen Gewinnerwartungen als technologischer Nachfolger in einem begrenzten weil teuren Markt begründet.
Mit der Bekanntgabe des 7-nm-Aus verkündigte – der damals vor allem für die Fab 8 wichtige Kunde – AMD eine Änderung seiner Produktionspläne für die nächsten Generationen seiner Prozessoren. Diese wurden fortan beim Konkurrenten TSMC (Taiwan Semiconductor Manufacturing Corporation) gefertigt, der zuvor die erfolgreiche Einführung der 7-nm-Technik (genauer seines CLN7FF-Prozesses) verkündete und mit dem bereits Geschäftsbeziehungen für die Herstellung der Grafikprozessoren bestanden.
Neben dieser wichtigen Entscheidung hinsichtlich der Entwicklungsziele und des Produktangebots wurden nach dem Antritt von Tom Caulfield als CEO weitere Änderungen im Rahmen der „Konzentration“ (oft als englisch pivot ‚Schwenk‘ bezeichnet) auf bestimmte Märkte bekannt gegeben.
So wurde 2020 die Beendigung des 2017 bekannt gewordenen Milliardenprojekts eines neuen 300-mm-Werks in China verkündet, welches das Unternehmen im Rahmen einer Partnerschaft mit der chinesischen Stadt Chengdu aufbauen wollte.
Im Jahr zuvor wurde bereits der Verkauf der Werke Fab3a (Singapur) an Vanguard International Semiconductor Corporation (VIS) und Fab10 (East Fishkill, USA) an ON Semiconductor , sowie weiterer Bereiche aus dem ehemaligen Angebot von IBM (wie der ASIC-Sparte) bekannt gegeben.
Im Gegenzug sollen die bereits 2017 angekündigten Kapazitätserweiterungen der vorhandenen Fabs in den USA, in Singapur und in Deutschland fortgesetzt werden.
Im Juni 2021 wurde der Bau einer neuen Fab in Singapur bekannt gegeben. Geplant ist eine Investition von 4 Mrd. USD und eine Kapazität von 38000 Wafern pro Monat. Die Produktion in 40 nm bis 90 nm soll Anfang 2023 aufgenommen werden.

Nachdem im August 2021 entsprechende Pläne bekannt geworden waren, ging das Unternehmen im Oktober dieses Jahres an die Börse.
Im Juli 2025 gab Global Foundries bekannt, eine bindende Vereinbarung unterschrieben zu haben, MIPS Technologies zu übernehmen. Es wird damit gerechnet, dass die üblichen regulatorischen Überprüfungen in der zweiten Jahreshäfte abgeschlossen sein werden.

## Werke
| Bezeichnung | Standort                                                       | Kapazität pro Monat bei Vollausbau           | eingesetzte Technologien                                       |
| ----------- | -------------------------------------------------------------- | -------------------------------------------- | -------------------------------------------------------------- |
| Fab 1       | Dresden (51° 7′ 30,5″ N, 13° 42′ 54″ O)                        | 300-mm-Wafer: 080.000 200-mm-Äquivi: 180.000 | 55 nm, 45 nm, 40 nm, 32 nm, 28 nm, 22 nm, SOI, Si-Bulk, High-k |
| Fab 2       | Singapur 1° 26′ 5,8″ N, 103° 46′ 3,3″ O                        | 200-mm-Wafer: 050.000                        | 600 nm bis 350 nm                                              |
| Fab 3/5     | Singapur 1° 26′ 8,7″ N, 103° 45′ 55,1″ O                       | 200-mm-Wafer: 054.000                        | 350 nm bis 180 nm                                              |
| Fab 6       | Singapur 1° 26′ 14,4″ N, 103° 45′ 58″ O                        | 200-mm-Wafer: 045.000                        | 180 nm bis 110 nm                                              |
| Fab 7       | Singapur 1° 26′ 14,4″ N, 103° 46′ 2,2″ O                       | 300-mm-Wafer: 050.000 200-mm-Äquivi: 112.500 | 130 nm bis 40 nm                                               |
| Fab 8       | Malta (USA), Saratoga County (42° 58′ 7,7″ N, 73° 45′ 22,1″ W) | 300-mm-Wafer: 060.000 200-mm-Äquivi: 135.000 | 28 nm, 20 nm, 14 nm                                            |
| Fab 9       | Burlington (USA), Vermont (44° 28′ 46,1″ N, 73° 5′ 55,6″ W)    | 200-mm-Wafer: 040.000                        | 350 nm bis 90 nm                                               |

| Bezeichnung | Standort                                                         | Kapazität pro Monat bei Vollausbau           | eingesetzte Technologien | Bemerkung                                             |
| ----------- | ---------------------------------------------------------------- | -------------------------------------------- | ------------------------ | ----------------------------------------------------- |
| Fab 3E      | Singapur (nur Fab 3E: 1° 22′ 15″ N, 103° 55′ 43,7″ O)            | 200-mm-Wafer: 034.000                        | 180 nm                   | 2019 verkauft an Vanguard International Semiconductor |
| Fab 10      | East Fishkill (USA), New York (41° 32′ 34,1″ N, 73° 49′ 24,3″ W) | 300-mm-Wafer: 014.000 200-mm-Äquivi: 031.500 | 90 nm bis 22 nm          | 2019 verkauft an ON Semiconductor                     |
| Fab 11      | Chengdu (China), Sichuan                                         | k. A.                                        | k. A.                    | Projekt 2020 eingestellt                              |